# إريك دي خيسوس
إريك دي خيسوس (8 نوفمبر 1982 بإيبارا في الإكوادور - ) هو لاعب كرة قدم إكوادوري في مركز الظهير. شارك مع منتخب الإكوادور لكرة القدم. أما مع النوادي، فقد لعب مع نادي ديبورتيفو إل ناسيونال وإنديبندينتي ديل فال وC.D. Valle del Chota ‏.

## وصلات خارجية
- إريك دي خيسوس على موقع قاعدة بيانات كرة القدم.إي يو (الإنجليزية)
- إريك دي خيسوس على موقع ناشيونال فوتبول تيمز (الإنجليزية)